# Дублёнка

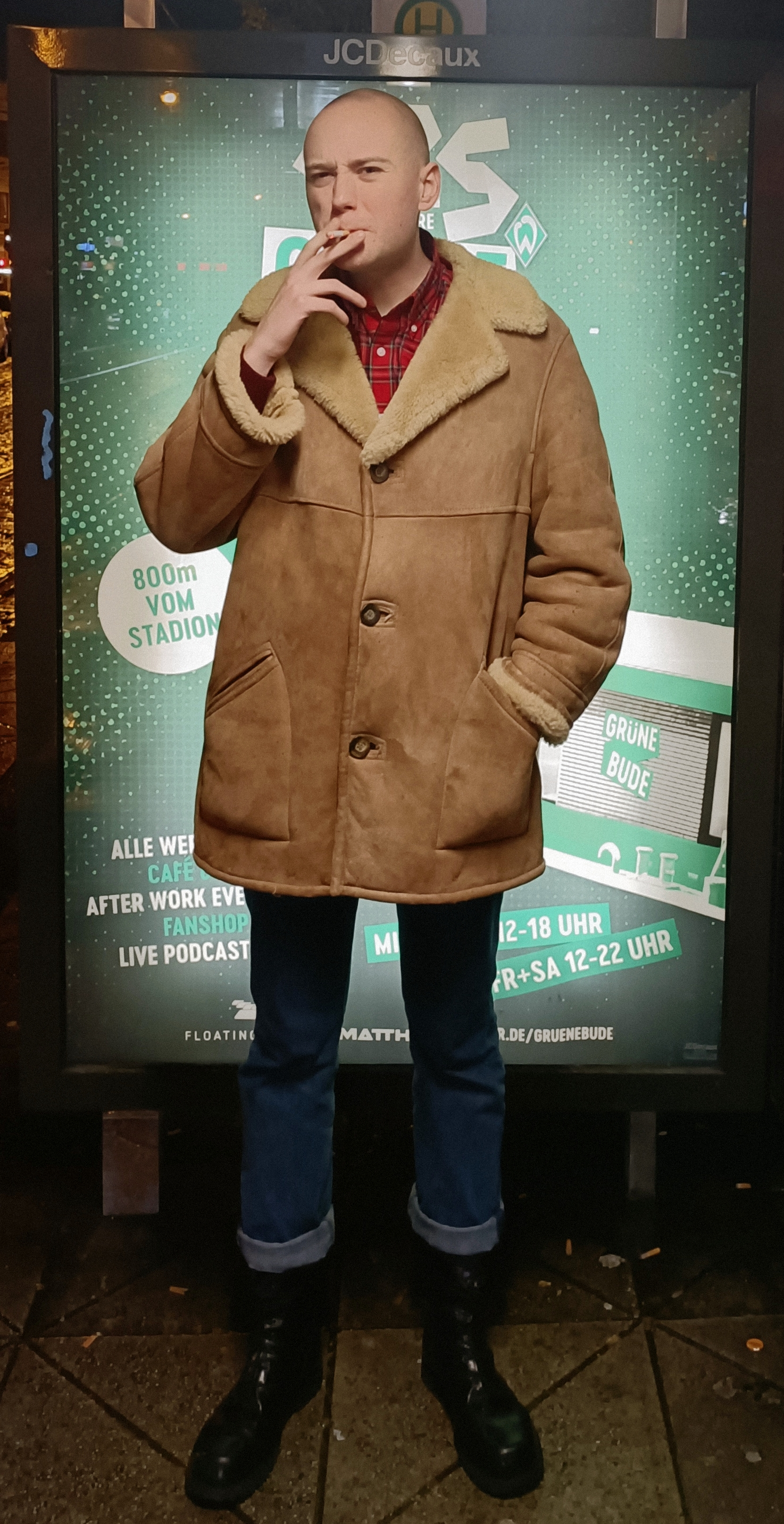
Бременский скинхед в дублёнке и берцах

Дублёнка — куртка из дублёного голья (овчины грубошёрстных пород овец, а также шкур других животных), мехом вовнутрь и кожей наружу, не покрываемая поверх кожи какой-либо материей.
Дублёнка изготовляется из нескольких шкур (что позволяет использовать в том числе отходы производства и небольшие кусочки шкур), в отличие от тканой одежды, швы выделяются, подчёркиваясь декоративной строчкой. Верх дублёнки может быть выделан под замшу. Как и замшевые изделия, дублёнки стираются в химчистке, стирать и чистить их в домашних условиях нежелательно. Носят дублёнки, как правило, 2-3 сезона.

## История
Изготовление одежды из дублёной овчины издревле известно у многих народов, проживавших в местах с холодным климатом.
В Архангельской губернии XIX-начала XX века термином «дублёнка» (также дублён и ду́блень) обозначался полушубок (как и мужской, так и женский) из овчины неместных пород овец (по вороту, подолу и краям рукавов он также подбивался мехом нерпы и морского котика). Покрой архангелогородской дублёнки был типичным для русской народной верхней одежды. Она шилась в талию, обладала сборками на спине и доходила ниже колен. Застёжка производилась на крючки и доходила до талии. Ворот был стоячим. За́пах был левым.
В целом верхняя меховая одежда без покрытия поверх кожи на Руси (и впоследствии в России), называвшаяся «нагольной», была характерна прежде всего для небогатых слоёв населения. В XIX столетии «нагольными» называли шубы и полушубки с неокрашенной кожей характерного желтоватого цвета, которые употреблялись исключительно на селе (хотя среди городских рабочих, выходцев из села и их потомков они вынужденно сохранялись из-за бо́льшего удобства, хотя в бо́льшем ходу была одежда с верхом, окрашенным в чёрный). К концу XIX столетия появляются шубы и полушубки-дублёнки, по приёмам отделки (с последующей окраской) близкие к современной куртке.
Дублёнки в современном виде входят в мировую моду в 1950-е годы. В СССР первые образцы дублёнок изготовлялись по образцу армейских бекеш. Впоследствии, в 1970-е годы на волне популярности этно-стиля в одежде, в моду вошли дублёнки, покрытые вышивкой и обшитые нестриженой овчиной. Ещё в 1990-е годы в России дублёнка считалась престижной одеждой, тогда в моде были дублёнки с верхом, выделанным под кожу, таким образом меховой одежде придавалась форма тканых изделий.